# Alte Strahlegg
Alte Strahlegg är ett bergspass i Schweiz. Det ligger i distriktet Interlaken-Oberhasli och kantonen Bern, i den centrala delen av landet, 70 km sydost om huvudstaden Bern. Alte Strahlegg ligger 3 314 meter över havet.